# Лазарский, Мечислав
Мечислав Лазарский (пол. Mieczysław Łazarski; 1 января 1852, Елесня, круг Черенка — 7 мая 1930, Краков) — польский ученый, доктор философии Львовского университета, профессор начертательной геометрии, в 1896—1897 годах — ректор Львовской политехники, на то время Высшей политехнической школы.

## Биография
Родился 1 января 1852 года в Елесне (ныне Силезское воеводство, Польша). Учился в Краковской гимназии. В 1874 году получил диплом инженера, окончив Политехнику в Карлсруэ. Преподавал в Станиславе (сейчас мг. Ивано-Франковск) реальной школе и с 1885 года в 4 гимназии г. Львова. Степень доктора философии получил в 1883 году в Львовского университета.
С 1886 года работал во Львовской политехнической школе на кафедре технической химии сначала частным доцентом начертательной геометрии, с 1887 года — чрезвычайным, а с 1889 года — обыкновенным профессором. Научную работу вел в области синтетической начертательной геометрии. Автор более 20 научных трудов.
Неоднократно был деканом разных отделений Львовской политехнической школы, а именно: в 1889-1894 годах — строительного отделения, а в 1894-1895 годах — архитектурного (первый декан отделения). В 1896/97 учебном году был избран ректором Политехнической школы. В 1911 году оставил работу в связи с тяжелым состоянием здоровья. В 1926 году получил титул почетного профессора Львовской политехники. Мечислав Лазарский принимал активное участие в научной и общественной жизни города Львова.
Умер 7 мая 1930 года в Кракове.